# Zappeion

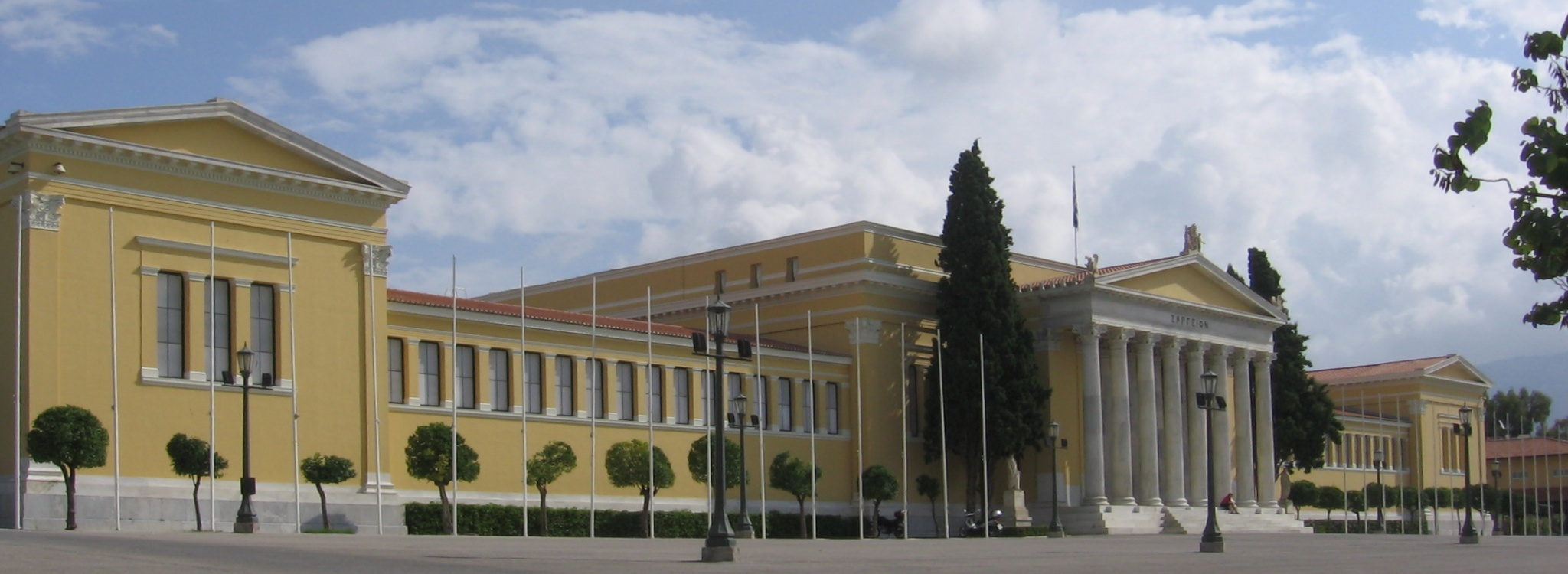
Lo Zappeion

Lo Zappeion (in greco Ζάππειον?) è un edificio neoclassico situato nella parte meridionale del centro storico di Atene e progettato dall'architetto danese Theophil Hansen (1813-1891); per le decorazioni fu responsabile François-Louis-Florimond Boulanger (1807-1875).
La realizzazione di questo fastoso oggetto architettonico è dovuta ai progetti del commerciante ed organizzatore Evangelos Zappas: questi aveva devoluto in parte i suoi beni nell'organizzazione di manifestazioni sportive internazionali: infatti, dopo l'apertura avvenuta nel 1888, fu costruito questo edificio da usare per i Giochi olimpici del 1896. Si trattava dunque della I Olimpiade dell'età moderna. Per l'occasione, lo Zappeion ospitò le competizioni di vari sport di combattimento; Zappas, il mecenate, nel frattempo era già morto.
La pianta dell'edificio è a semicerchio. È caratterizzato da una larghissima facciata ritmata da un pronao e da due avancorpi laterali. Il monumento fu infatti concepito come costruzione multifunzionale e spiccatamente rappresentativa. Ad esempio, il trattato per l'entrata della Grecia nella Comunità Europea nel 1981 fu firmato proprio nello Zappeion.

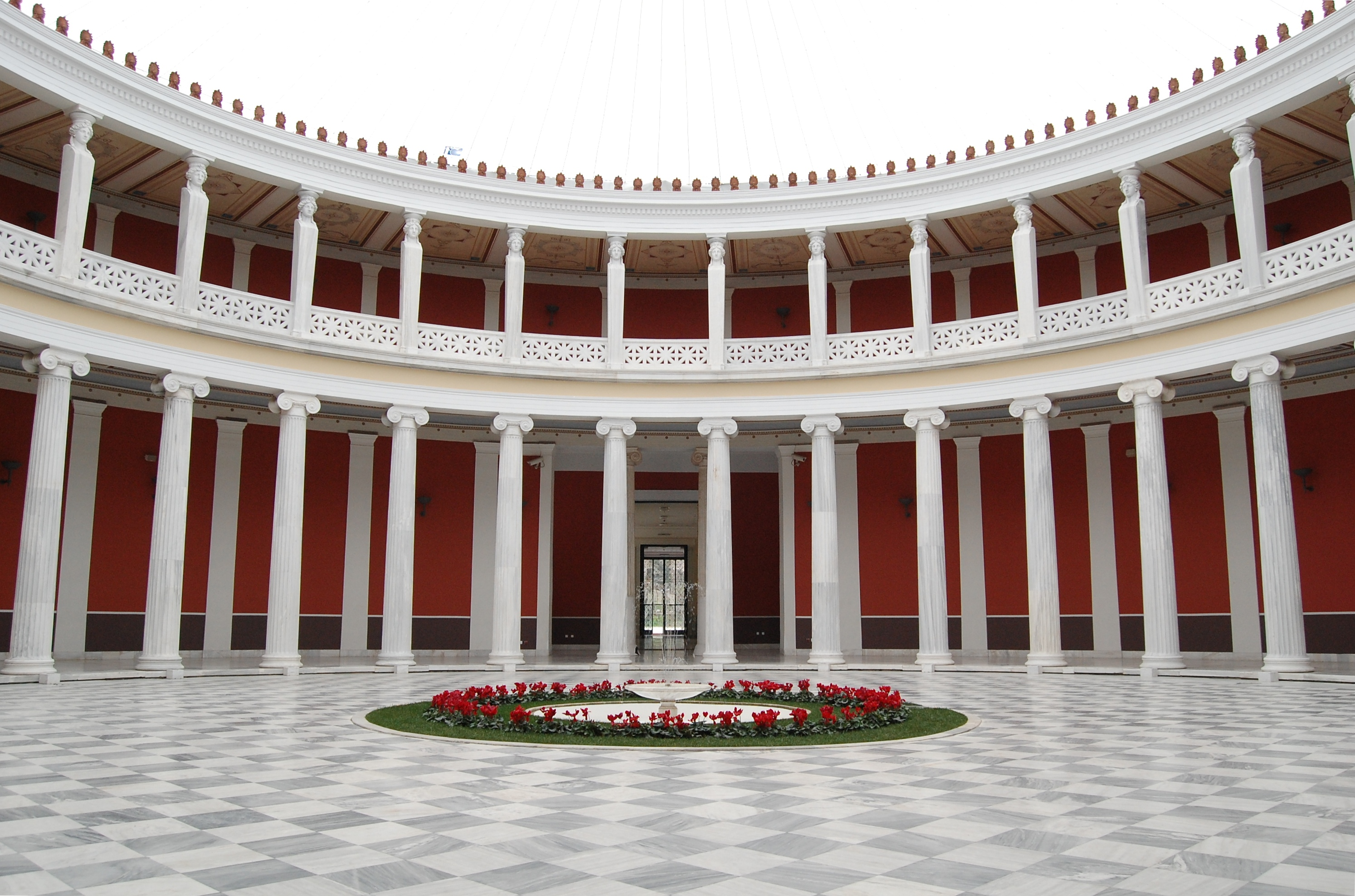
L'atrio
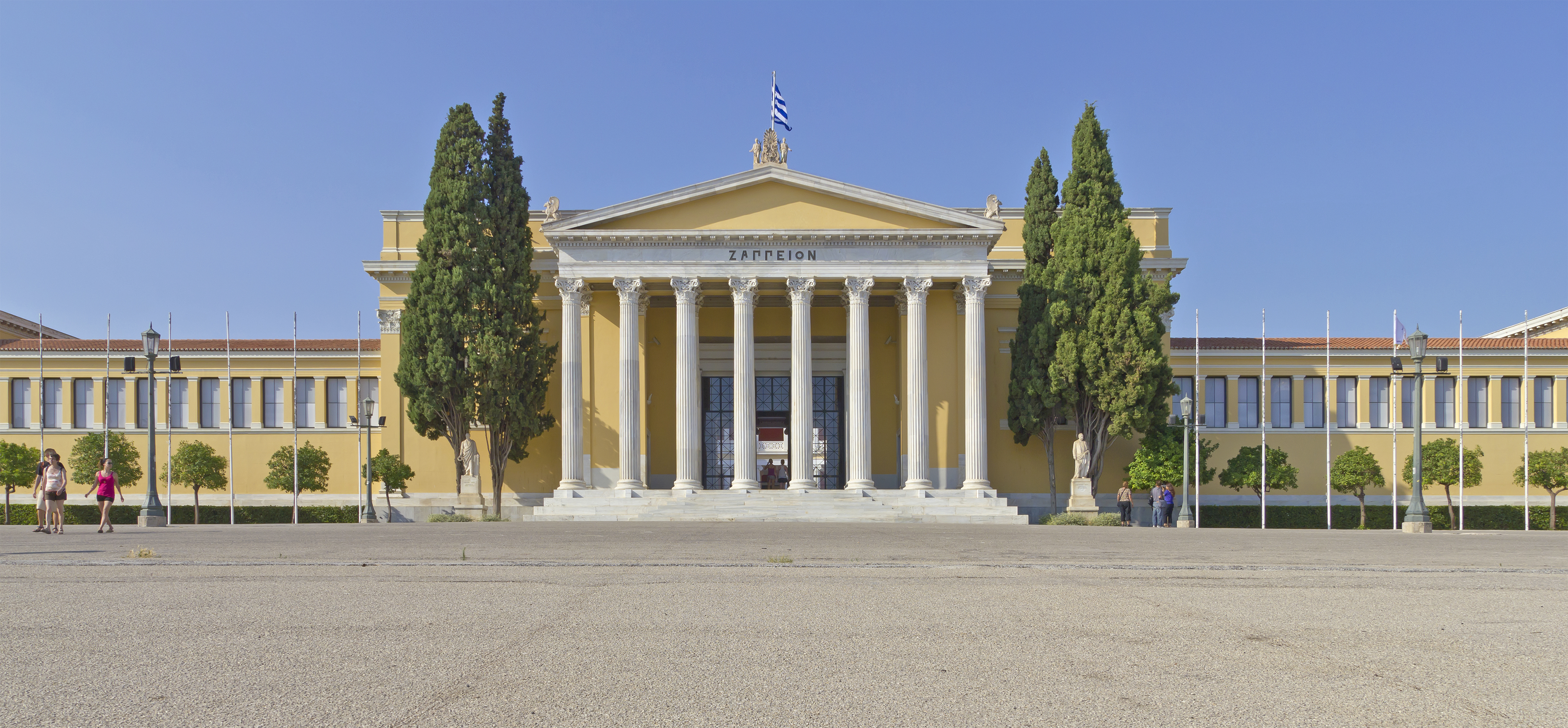
La facciata monumentale
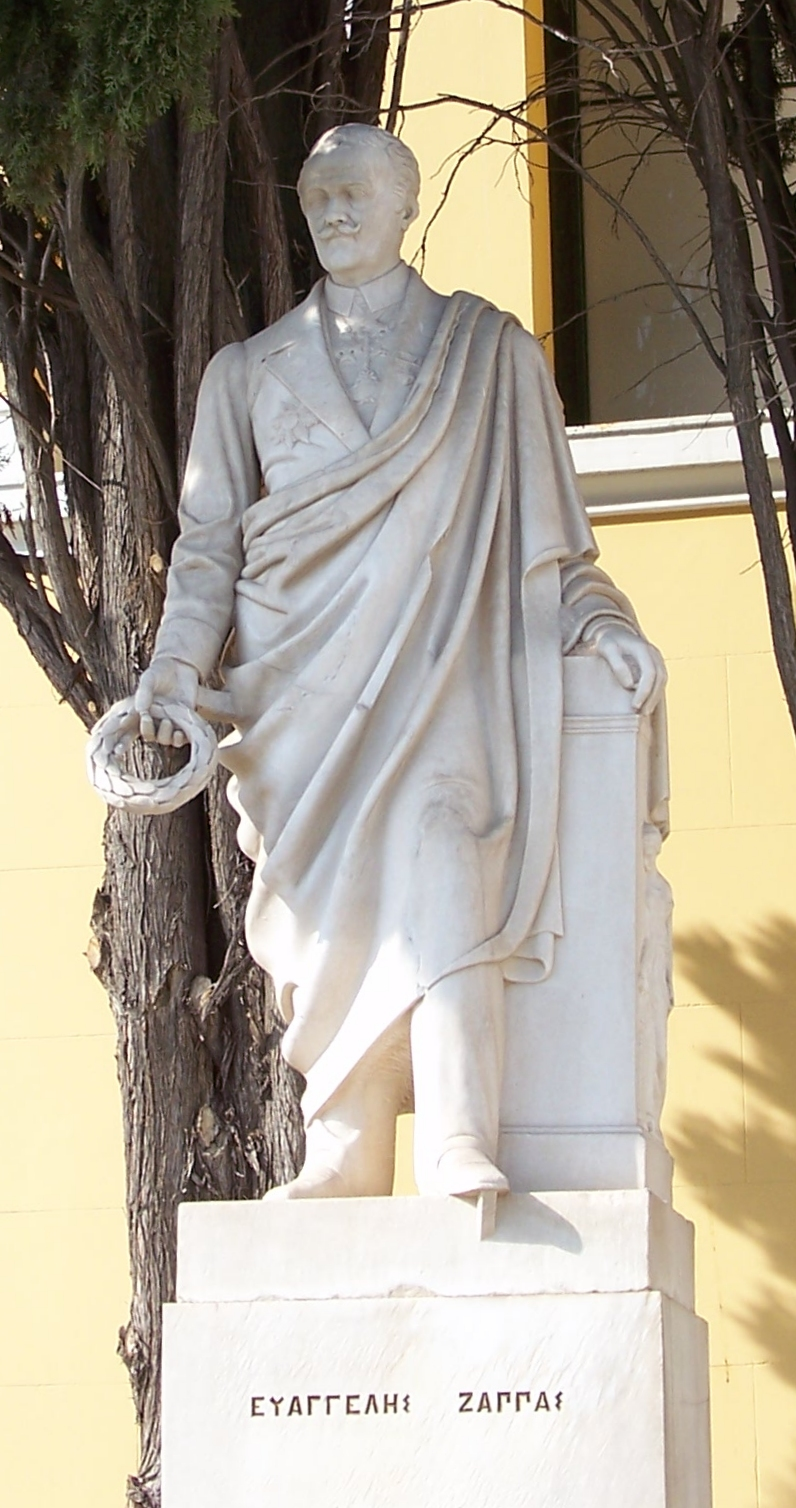
La statua di Zappas
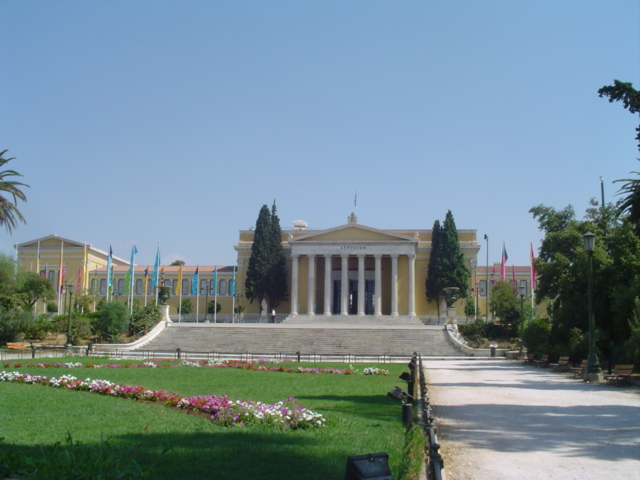
Campo lungo dello Zappeion